# Oneirodes epithales
Oneirodes epithales is een  straalvinnige vissensoort uit de familie van armvinnigen (Oneirodidae). De wetenschappelijke naam van de soort is voor het eerst geldig gepubliceerd in 1991 door Orr.
De soort staat op de Rode Lijst van de IUCN als Onzeker, beoordelingsjaar 2009.